# Ґжимали (Мазовецьке воєводство)
Ґжимали (пол. Grzymały) — село в Польщі, у гміні Косув-Ляцький Соколовського повіту Мазовецького воєводства.
Населення — 128 осіб (2011).
У 1975-1998 роках село належало до Седлецького воєводства.

## Демографія
Демографічна структура станом на 31 березня 2011 року:
|          | Загалом | Допрацездатний вік | Працездатний вік | Постпрацездатний вік |
| -------- | ------- | ------------------ | ---------------- | -------------------- |
| Чоловіки | 72      | 15                 | 41               | 16                   |
| Жінки    | 56      | 11                 | 23               | 22                   |
| Разом    | 128     | 26                 | 64               | 38                   |